# Піца диявола
Піца Диявола (італ. Pizza Diavola) — це традиційна італійська піца з гострими інгредієнтами, такими як пепероні або інші види салямі, часто з додаванням перцю чилі. Інші типові складники включають томатний соус, моцарелу або інші види сиру, та спеції, такі як орегано або базилік.

## Рецепт приготування
Щоб приготувати «піцу диявола» вдома, знадобиться тісто для піци, томатний соус, моцарела або інший сир за смаком, пепероні або інший салямі, перець чилі та інші спеції за бажанням.
1. Розігрійте духовку до 220 градусів Цельсія.
2. Розкатайте тісто на підготовлену форму для піци.
3. Розподіліть томатний соус рівномірно по всій поверхні тіста.
4. Розкладіть на верхню частину піци пепероні або інший салямі.
5. Додайте на піцу кілька шматочків перцю чилі.
6. Посипте моцарелою або іншим сиром за смаком.
7. Посипте спеціями за бажанням.
8. Печіть піцу в духовці близько 12–15 хвилин, поки тісто не стане золотистого кольору.
9. Приберіть піцу з духовки та подайте на стіл для подачі.